# Robert Chamboulan
Robert Chamboulan, né le 24 mars 1903 à Saint-Jean-d'Angély et mort le 28 octobre 1959 à Royan, est un écrivain de langue française), mari de Germaine Pelletan. Il a aussi utilisé les pseudonymes « Robert Jean-Boulan » et « Gilles Hersay ».

## Biographie
Ses parents, coiffeurs protestants, s'installent à Royan en 1905. Il devient excellent flûtiste et utilisera ce talent la première année de son mariage dans les rangs de l'orchestre des Concerts Colonne à Paris, tout en prenant des cours d'harmonie avec Lazare Lévy.
Il fait un séjour de 7 ans au Liban comme rédacteur en chef du journal La Syrie. Sa femme fera du journalisme avec lui et recueillera notamment une belle documentation sur le Liban et ses habitants. De retour en France en 1933, il emménage à Chatou avec sa famille et travaille comme feuilletoniste à Paris Soir et à L'Intransigeant, tout en écrivant des romans de cape et d'épée sous le nom de Robert Jean-Boulan, des policiers sous le nom de Gilles Hersay, et de nombreux poèmes (publiés aux Éditions Debresse). Sa femme écrira elle aussi romans policiers et romans sentimentaux dans la collection « Fama » sous le nom de Gilles Hersay. Ce n'est qu'à partir de la guerre qu'elle prendra son nom de jeune fille : Germaine Pelletan, qu'elle gardera même après la Libération.
Mobilisé en 1939 sur la ligne Maginot, Robert restera prisonnier au Stalag VII A à Mosbourg, en Bavière, jusqu'à Noël 1944, où il revient au titre de la relève. Il rejoindra sa femme et sa fille dans la Résistance.
Après la guerre, il devient rédacteur en chef de La Gironde populaire à Bordeaux, qui devient par la suite La Nouvelle République puis à Royan (où il devient propriétaire du journal hebdomadaire La Côte de Beauté), et où il reste jusqu'à sa mort.
Royan, après le terrible bombardement du 5 janvier 1945, n'est qu'un amas de ruines où tentent de survivre les Royannais, revenus dans leurs débris de foyers, prêts à tout pour rebâtir leur ville. Robert Chamboulan devient adjoint au maire de Charles Regazzoni et va participer au redressement culturel de sa cité par de nombreuses manifestations et conférences. Il fondera avec son ami Hélie de Brémond d'Ars-Migré, l'Académie de Saintonge en 1957, et remettra sur pied la Société des lettres de Saintonge et d'Aunis, créée en 1939, et dissoute durant la guerre. Il en assurera la présidence jusqu'à sa mort. Une rue à Royan, perpétue son souvenir. Sa femme, Germaine Pelletan, reprendra le flambeau, puis sa fille aînée, Gisèle Touroude, jusqu'en 2000.
Ses deux filles, Gisèle et Mireille, se consacrent à l'éducation musicale. Gisèle, professeur au collège Émile-Zola de 1950 à 1960, est aussi directrice de l'école de Musique Albert Roussel, qu'elle fonde en souvenir de ce compositeur mort en 1937 à Royan. Elle travaille également 15 ans avec la Schola Cantorum de Paris. Gisèle Chamboulan épouse l'écrivain Georges Touroude qui fut instituteur toute sa vie dans la région, historien, conférencier, membre de la Ligue des droits de l'Homme dont il deviendra président d'honneur jusqu'à sa mort.
Mireille épouse Pierre Constantin, instituteur et passionné de marine, qui construit son propre bateau ; elle travaille avec sa sœur, mais est surtout professeur d'éducation musicale dans les écoles primaires de la ville. Elle écrit de nombreuses chansons, des ouvrages pédagogiques pour les Éditions Scolavox, durant une quinzaine d'années.

## Œuvre
- L’Émigré , opérette en 3 actes sur une musique de Wadia Sabra, 1931
- Les Folles de Paris, Le livre national
- Les Aventuriers de la planète Mars, SPEP , 1941
- Le Capitaine Tonnerre, 1954
- La Mort errante, Mon roman d'aventures no 415, 1956
- Les Saints de la désespérance , 1959

Robert Jean-Boulan
- Le Club des justes, Jacquier, La loupe, n° 18, 1953
- La Fille de la Légion, Ferenczi, 1939
- Le Tombeau de Nostradamus, Tallandier
- Le Fantôme de La bastille, Tallandier
- Les Amants de Diane, Tallandier
- La Belle Cordière, Tallandier
- Le Capitaine Tonnerre, Tallandier
- La Couronne d'amour, Tallandier
- Jean-le-Rouge, Tallandier
- La Dame galante, Tallandier
- Feux de camp, Le livre d’aventures no 16, 1937

Gilles Hersay
- Le Chant des suicidés, Crime et police no 59, 1934
- La Grotte aux empreintes, Collection Printemps no 227
- Les Trois campanules bleues, Police et Mystère no 101
- L'Anneau de Ninon, Taillandier, 1935
- L'Écharpe de Batik, 1935
- La Hyène fantôme, 1939
- La Mort aux ongles longs', Le Verrou no 7, 1950